# Havsmurarbi
Havsmurarbi (Osmia maritima) är en art i insektsordningen steklar som tillhör släktet murarbin. 

## Kännetecken
Havsmurarbiet har en kroppslängd på 10 till 12 millimeter. Honan har mörk grundfärg och rödbruna hår på ovansidan av huvudet och mellankroppen och bakkroppen är helt svart. Hanen har mörk grundfärg med grågulaktiga hår på huvudet och mellankroppen och rödgulaktiga på bakkroppen, som har svarta tvärställda streck.

## Utbredning
Havsmurarbiet förekommer i Europa och ett fåtal fynd har också gjorts i Asien. 

### Förekomst i Sverige
I Sverige finns arten endast i Halland och Skåne.

## Ekologi
Havsmurarbiets habitat är havsstränder där det finns soliga och sandiga fria ytor att gräva bon i. Det måste också finnas käringtand eller strandvial, eftersom havsmurarbiets föda är nektar och pollen från dessa växter, samt ängsviol, vars blad det behöver för sitt bobygge. Flygtiden är från slutet av maj till slutet av juli.

## Status och hot
Havsmurarbiet är ett sällsynt bi i Europa. 

### Status i Sverige
I Sverige var havsmurarbiet klassat som akut hotad i 2005 års rödlistning. I 2010 års rödlista anges arten som starkt hotad. Det största hotet mot arten är bristen på lämpliga livsmiljöer.